# Мустафаева, Гюлли Гаджи кызы
Гюллю Мустафаева (азерб. Güllü Hacı Naim Mustafa qızı Mustafayeva, 1919—1994) — советский художник, народный художник Азербайджана (1992).

## Детство
Родители Гюллю Мустафаевой были родом из Шемахы. После землетрясения 1902 года семья переехала в город Чарджуй, где Гюллю Мустафаева родилась в 1919 году. В 1927 году отец семейства Гаджи Наим Мустафа перевез семью в Баку. Дальше семья жила в центре Баку, в Ичери-шехер.

## Творчество
Гюллю Мустафаева окончила Азербайджанский художественный техникум в 1938 г.
Создавала произведения с тематическими сюжетами — «Лейли и Меджнун в школе» (1941), «Поэт Низами слушающий старого ашуга» (1941), «Париж. Площадь художников» (1961).

Мехсети Гянджеви (1947)

Но большую часть творчества Гюллю Мустафаевой составляют портреты ученых и героев труда — портрет офтальмолога Умнисы Мусабековой, портрет невропатолога Захры Салаевой, портрет дважды Героя Социалистического Труда Басти Багировой, портрет участницы Великой Отечественной войны медсестры Дюрры Мамедовой, портрет художника Саттара Бахлулзаде. Для художника особый интерес представляли детские портреты.
Особое место в творчестве художника занимает портрет поэтессы «Мехсети Гянджеви». Гюллю Мустафаева создавала это произведение в трудный для неё жизненный период и сумела передать через этот портрет свою стойкость и способность противостоять жизненным испытаниям и выйти из них с достоинством. По словам дочери художника музыковеда Земфиры Гафаровой Гюллю Мустафаева придала образу поэтессы XII века свои черты.
Работы Гюллю Мустафаевой содержатся в Национальном музее искусств Азербайджана и Азербайджанской Государственной картинной галереи.